# Монастырский, Вадим Наумович
Вадим Наумович Монастырский (род. 12 декабря 1945) — пианист и педагог. Заслуженный артист Башкирской АССР (1977). Заслуженный артист РСФСР (1986). Профессор Иерусалимской академии музыки и танца имени С. Рубина, основатель музыкального пансиона для одарённых детей.

## Биография
Монастырский Вадим Наумович родился 12 декабря 1945 года в Ленинграде. Там же учился в музыкальной школе имени С. С. Ляховицкой, затем в училище имени Римского-Корсакова (классы Натальи Шпигель и Марианны Френдлих).
Не поступив в консерваторию в Ленинграде, Вадим Наумович уехал в Москву и поступил в Музыкально-педагогический институт им. Гнесиных (класс профессора Теодора Давидовича Гутмана — ученика Генриха Нейгауза).
После окончания института в 1970 году был направлен на работу в Уфу, преподавателем уфимской академии искусств. Уже будучи педагогом, он до 1973 года совершенствовался у Т. Д. Гутмана в аспирантуре.
В Уфе Вадим Наумович почти ежемесячно играл несколько больших программ, а 11 ноября, в день рождения Теодора Давидовича Гутмана, Монастырский и его однокурсник по Гнесинке и по классу Гутмана Игорь Дмитриевич Лавров (ныне профессор Венесуэльской консерватории) давали большой клавирабенд (фортепианный вечер), что стало традицией.
После 17 лет преподавательской работы в институте, концертирования по стране, успехов на международных конкурсах Вадим Монастырский вернулся в конце 1980-х в Петербург, став доцентом кафедры специального фортепиано Ленинградской консерватории.
В 1990 году уехал жить с семьёй в Израиль. С 1990 года Вадим Монастырский — профессор Иерусалимской Академии музыки и танца имени Рубина.
В Израиль Монастырский прибыл со своей студенткой Дарьей, ставшей его второй супругой. Дарья завершила образование в Тель-Авивской музыкальной академии у Арье Варди, затем вернулась в родную консерваторию как питерская аспирантка, стажировалась в Кёльне у профессора Павла Гилилова, где завершила и защитила докторат. В 2006 году в Израиле в городе Ход-ха-Шароне Монастырский с женой Дарьей Монастырской в своём частном доме организовали музыкальную школу для детей, назвав её Фортепианной Академией. Адрес «Музыкальной Академии Монастырских» — Ход-ха-Шарон, ул. Ха-Шикмим 22.
Музыкальная школа-интернат была организована по принципам русского пианиста Николая Сергеевича Зверева, ученика П. И. Чайковского. Зверев в 1870 году основал в Москве музыкальный пансион, в котором жили и учились одарённые подростки, среди которых были Рахманинов, Игумнов, Пресман, Самуэльсон. У Зверева же учился и Скрябин, хотя и не жил в пансионе. Потом ученики Зверева переходили в консерваторию на высший уровень — к Николаю Рубинштейну, Сафонову и др. В музыкальной школе (академии) Монастырского дети учатся, едят, играют. Педагоги стараются культивировать у учеников певучий звук, свободу пианистических движений, а более всего — художественный вкус, уважение к нотному тексту с подлинными композиторскими указаниями — идеи русской пианистической школы. Они много читают, изучают мировую культуру.
Монастырский Вадим Наумович входит в жюри Международных конкурсов в Вианы да Мотта (Португалия), в Саммит Пиано (Нью-Йорк), в Бургосе (Испания), а с 2007 года входит в состав жюри Международного конкурса музыкантов‑исполнителей имени Загира Исмагилова в Уфе. Одновременно он выступает с мастер-классами в Санкт-Петербурге, Миассе, даёт концерты в городах Башкортостана.
Вадим Наумович — автор статей-воспоминаний о музыкантах, педагогах.
Семья: 1-я жена — Камаева Галия Хуснулловна. Вадим Наумович имеет с ней двух сыновей, родившихся в Уфе.
2-я жена — Орлова Дарья. Вадим Наумович имеет с ней двух сыновей — родились в Израиле.

## Ученики
Томер Гвирцман — лауреат конкурса Пнины Зальцман и конкурса имени Шопена. Майя Тамит, Тина Ронкин, Нив Коен — лауреаты многих международных конкурсов и фестивалей.

## Интересные факты
Монастырский В. Н. семь раз участвовал во всесоюзных отборах на международные конкурсы, пока не прошёл на конкурс имени Листа и Бартока в Будапеште. Отбор проводился в Уфе, куда приехал для консультаций ученика его педагог Т. Д. Гутман. В результате в 1976 году он стал лауреатом третьей премии будапештского конкурса имени Листа — Бартока. На конкурсе Монастырский продемонстрировал мастерство, артистическую зрелость, разносторонность музыкальных пристрастий.